# Podeni, Cluj

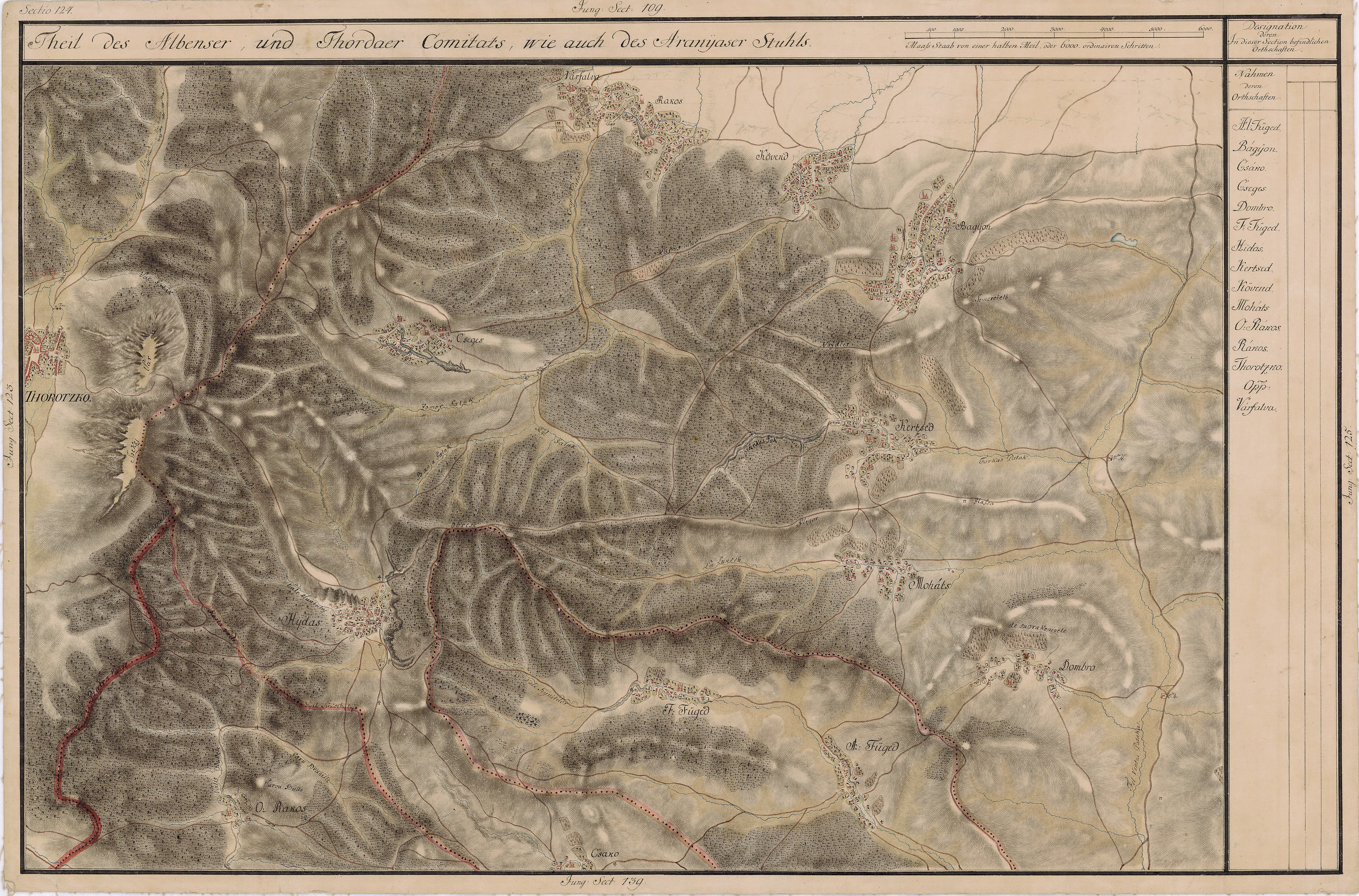
Podeni pe Harta Iosefină a Transilvaniei,
1769-1773 (Sectio 124)

Podeni, mai demult Hidiș, (în maghiară Székelyhidás sau Hidás), este un sat în comuna Moldovenești din județul Cluj, Transilvania, România.
Pe Harta Iosefină a Transilvaniei din 1769-1773 (Sectio 124), localitatea apare sub numele de „Hidás”.

## Date geografice
Altitudinea medie: 609 m.
Încă din perioada romană la nord-vest de Podeni se exploatează în carieră calcar ornamental de vârstă badeniană.

## Date monografice
- Satul Podeni[3], aflat la 24 de km. sud-vest de municipiul Turda, se înscrie, din punct de vedere geografic și istoric, în familia așezărilor din Țara Moților unde s-a constituit din timpuri imemorabile o comunitate umană pur românească. În îndelugata sa existență, în acest areal, satul Podeni apare în actele oficiale sub diferite denumiri: Hidesteluk, Hydus, Hydas, Hijdas, Hidos, Hidiș, Szekelyhidas. Cu ultima denumire a fost  "botezat" în contextul aplicării legislației maghiare cu privire la schimbarea toponimelor și antroponimelor românești din Transilvania. După înfăptuirea Marii Uniri de la 1 decembrie 1918 satul poartă numele de Hidiș, iar din anul 1926 de Podeni.Din punct de vedere administrativ satul a aparținut de scaunul Arieș (pâna în 1876), comitatul Turda (1876-1919), județul Turda-Arieș (1919 - 1926).
- Vechimea și dezvoltarea neîntreruptă a acestei străvechi așezări sunt atestate de o seamă de documente emise de cancelariile regilor Ungariei și ale principilor Transilvaniei cât și de alte acte oficiale. În baza privilegiului regelui Andrei al III-lea, emis la Alba Iulia la 12 martie 1291, care transcrie și confirmă privilegiul de danie al regelui Ladislau Cumanul din 18 septembrie 1289, se dărui secuilor din Chezdi (Kezd), ca răsplată a bravurii de care au dat dovadă în luptele împotriva cumanilor și tătarilor, „pământul numit Arieș ce se află lânga râurile Mureș si Arieș”, împreună cu „celelalte ce apartin de el, adică păduri, fânețe, livezi, teren de arătură si ape”. Se specifică, totodată, faptul că pământul respectiv a fost dăruit secuilor „mai întâi” de regele Stefan al V-lea, adică în perioada 1270-1272.Printre cele 29 localități de pe „Pamântul Ariesului”, pomenite în privilegiul din 1291, este consemnat și satul Podeni sub denumirea de Hydesteluk. În alt document se face următoarea mentiune: „1289 vocatur Hidesteluk et donator Siculis”. Deci la acea dată Podeniul exista ca așezare umană, fiind locuită de autohtoni.Cu siguranță că satul a existat cu mult timp înainte, după cum aflăm din documentele de epocă. Preotul Grigore din Măhaci (Mahăceni, judetul Cluj), de exemplu, scria la cumpăna veacurilor XVI si XVII în „Texte Măhăcene” din „Codex Sturdzanus”, printre altele, că în 1241 tătarii, în timpul invaziei în Transilvania, au „ars, distrus si pradat” satele dintre Arieș si Mureș, printre care se afla și Podeniul. În „Suplica trabanților si călăreților din scaunul Arieș” din anul 1642 se menționează că judele din Podeni și fratele său sunt descedenți ai cnezului (conducătorul satului) din timpul regelui Ladislau cel Sfânt. Ceea ce ne face să afirmăm că în perioada domniei acestui monarh (1077-1095) satul Podeni exista ca localitate de sine stătătoare. O așezare locuită de români și nu de secui deoarece, aceștia, la data respectivă, se găseau în altă zonă a Transilvaniei.Se impune sublinierea de mai sus deoarece și-n prezent, din rea-voință sau necunoastere, se reia o veche teză a istoriografiei maghiare conform căreia satele românești care aparțineau de scaunul Arieș (Cicau, Dumbrava, Măhăceni, Ormeniș și Podeni) au fost locuite, la început, de secui, românii stabilindu-se în ele mult mai târziu. Ceea ce ne duce cu gândul la teoriile aberante conform cărora românii au venit în Transilvania în secolul al XV-lea de undeva din sudul Dunarii, sau la cele spuse de baronul Orban Balasz, în masiva sa lucrare „”Descrierea secuimii”, cu privire  la cele cinci sate românesti: „Atât locuitorii din Cicău cât si vecinii din Ormeniș, Podeni, Măhăceni și Dumbrava au devenit valahi. O schimbare ce provine din cauze religioase si politice deoarece în trecut la noi religia constituia naționalitatea când episcopul catolic, preotii și prin acestea papii asupreau cu dijmă. Acestia (secuii-n.n) ca să scape de servituți au trecut la religia ortodoxa”. Altfel spus secuii au devenit români. O gândire specifică unor cercuri maghiare din secolul al XIX-lea îmbibată de un „patriotism” exclusivist.
- În îndelungata lor existentă, sateni din Podeni au reusit, în ciuda greutăților și pericolelor prin care au trecut, să-și păstreze nealterate originea etnica, limba si credința, obiceiurile și tradițiile, să vețuiască în vatra străbună, să-și cultive bucațica de pământ și să prelucreze bogațiile solului și subsolului. Într-un document se sublinia că localitatea „nu se aseamănă cu satele românești de la munte cu case împrăștiate și sărăcăcioase, ci este una dintre așezările cu construcțiile cele mai ordonate si frumoase. În sat se fac pietre funerare, stâlpi pentru porți și alte lucrări din cioplitură de piatră și astfel se explică buna stare ce se observă aici cu toate că au un hotar mic și pietros tocmai pentru că ei prelucrează ceea ce împiedică lucrarea pământului, adică piatra”. Sătenii erau, conform altor documente de arhivă, meșteri pricepuți în construirea de edificii din lemn si ambarcațiuni necesare plutăritului pe Arieș și Mureș. Pe trei cincimi din hotarul satului se produceau „cereale mijlocii” iar pe o cincime „potrivite”. În schimb suprafața de teren este „prielnică pentru producerea fânului” si pentru „produsele necesare animalelor” care pot „fi vândute înspre Turda, Aiud si Unirea”. Localitatea dispune de „loc pentru adapatul animalelor”, în livezile si gradinile mici „cultivându-se legume”. Unii săteni puteau „merge sa lucreze la cariera de piatră” (existentă de pe vremea romanilor), alții „câștigă bani lucrând plute”. În sat existau doua mori mici „la care atunci când nu este secetă se putea măcina”. La veniturile modeste se adăugau câștigurile din „arderea si vânzarea varului” precum și din valorificarea unor fructe de pădure. Varul era „transportat în țară în toate partile și e vândut după împrejurari”. Unii locuitori, din cauza sărăciei, erau nevoiți să lucreze la Ocna Mureșului „la exploatarea sării”. În conscripția (recensământul) din 1703 se menționează urmatoarele: „Acest sat se află între munți, asezat lânga un pârâiaș de munte, întinderea lui fiind în lungime de o jumatate de milă, iar în lațime de patru mile. A treia parte este formată din pădure, iar celelalte doua parți din câmpie. Privit dinspre răsărit și nord este muntos, pretutindeni pamânt galben si neroditor așa încât mai mult teren este arid si pietros, datorită infertilității nu este în întregime apt pentru a fi cultivat, dar este îndestulător pentru agricultură spre a acoperi nevoile locuitorilor. Teritoriul împartit în doua parți se ară cu patru și șase boi, pe acest pamânt cresc grâne mai bune de primăvara decât de toamna, nu are vii. Are pădure îndestulătoare pentru lemne de foc și pentru construcții. Turda si Rimetea sunt locuri de comerț unde satenii se duc cu turmele, cu lemnele si cu bucate”. Conform recensământului din 1895 hotarul satului Podeni avea o întindere de 3843 iugăre, repartizate pe categorii de producție astfel: 110 iugăre gradini, 245 iugăre fânaț, 597 iugăre pășune, 1164 iugăre pădure, 1477 iugăre arător, 5 iugăre stufăriș, 245 iugăre neproductiv.
- Din punct de vedere demografic Podeniul s-a aflat în comparație cu localitățile învecinate, pe un loc fruntaș, evolutia populatiei cunoscând o creștere continuă, ajugându-se de la 660 locuitori în 1620 (de când avem primele date statistice) la 1612 (dintre care 4 erau unguri si 9 evrei) în 1910. Veacuri de-a rândul sătenii au fost oameni liberi din punct de vedere juridic, benificiind de drepturile si libertătile de care se bucurau locuitorii scaunelor secuiești, fie ei secui, unguri sau români. Iobăgirea întregului sat a avut loc din ordinul principelui Bethlen Gabor la 24 iunie 1620 din cauză că locuitorii „parte pedestrași, parte libertini” au refuzat să participe în anul 1617 la campania dinspre Moldova. Localitatea a fost dăruită unui nobil din Ocna Mureșului, apoi, peste câtiva ani, Colegiului Reformat din Aiud. 
În anul 1762 satul a fost încorporat în Regimentul de graniță secuiesc de husari, marea majoritate a locuitorilor recăpătându-și statutul de oameni liberi. În 1784 documentele consemnează existența în sat a 31 iobagi și a 52 jelieri; la 1820 sunt atestați 19 iobagi, într-un document din 1839 se menționează că în Podeni „o populație de 720 suflete, cu un locotenent si 41 husari este militarizată”, iar „ceilalți, restul satului nemilitarizat, pot să constituie încă o pătrime”. Ceea ce înseamnă că circa 100 de săteni, numiți în documente provinciali, erau oameni liberi, iobagi sau jeleri.
- Documentul din 1332 (listele cu dijme papale) nu pomenește despre existența unei biserici catolice în Podeni, cum susține un „specialist”, ci de cuantumul dijmei pe care trebuia să o plătească preotul de această confesiune. Multe dintre satele pomenite în aceste liste nu puteau fi locuite în veacul al XIV-lea de mase compacte de unguri sau secui ci numai de câteva familii, de obicei nobili și iobagii lor care aveau în aceste localitati suprafețe de teren si pentru care Episcopia Catolica și funcționarii regali s-au îngrijit să numească peroți și chiar să ridice biserici. Că lucrurile stau așa o demonstrează, printre altele, și faptul că în Registrul dijmelor papale pe anii 1334-1337 nu mai apar preoți catolici în o seamă de localitati din Transilvania, inclusiv în Podeni.
Sătenii acestei străvechi localităti românesti au fost, cum sunt și astăzi, de rit bizantin. Lăcașul de cult, având hramul Sființilor Arhangheli Mihail și Gavril, mistuit în trei rânduri de flacarile unor incendii, a fost destul de vechi. „Este una dintre acele biserici, astăzi destul de rare care a fost construită din bârne de brad, împodobite cu ornamente de lemn” se menționează într-un document din a doua jumătate a secolului al XIX-lea. Se arată, de asemenea, că data zidirii lăcașului de cult respectiv este necunoscută, ultima zugrăvire având loc în 1680. Începând cu 1700 clădirea bisericii a fost dată, din ordinul autorităților, greco-catolicilor deși numărul acestora era mic în comparație cu al ortodocșilor. Abia la cumpăna secolelor XVIII si XIX credincioșii ortodocsi au reusit să-și ridice "un nou lăcaș de cult care, ca și cel greco-catolic, dăinuie până în zilele noastre.
- Documentele de la sfârșitul veacului al XVIII-lea consemnează în filele lor existența unei școli confesionale în sat, întreținută de credincioșii celor doua confesiuni. După 1907 școala devine instituție de învatamânt de stat, cursurile desfășurându-se în limba maghiară.
- Sătenii din Podeni au desfășurat secole de-a rândul o rezistență dârză împotriva celor care au atentat la moșia strămoșească și la dreptul de a trăi în mod liber. Adevăr confirmat, printre altele, de procesul multisecular cu oficialii scaunului Arieș. „Cererile, plângerile scaunului, precum și un proces de o durată deosebit de lungă - nota un istoric secui - n-au dus la rezultat, pădurile au rămas în mâna celor din Podeni”. De asemenea, sătenii au participat la unele din momentele importante din istoria Transilvaniei, dupa cum atesta documentele vremii: rascoala din 1784, revolutia de la 1848-1849, frământările sociale din toamna anului 1918, Marea Adunare Națională de la Alba Iulia care a consfințit unirea Transilvaniei cu România.

## Istoric

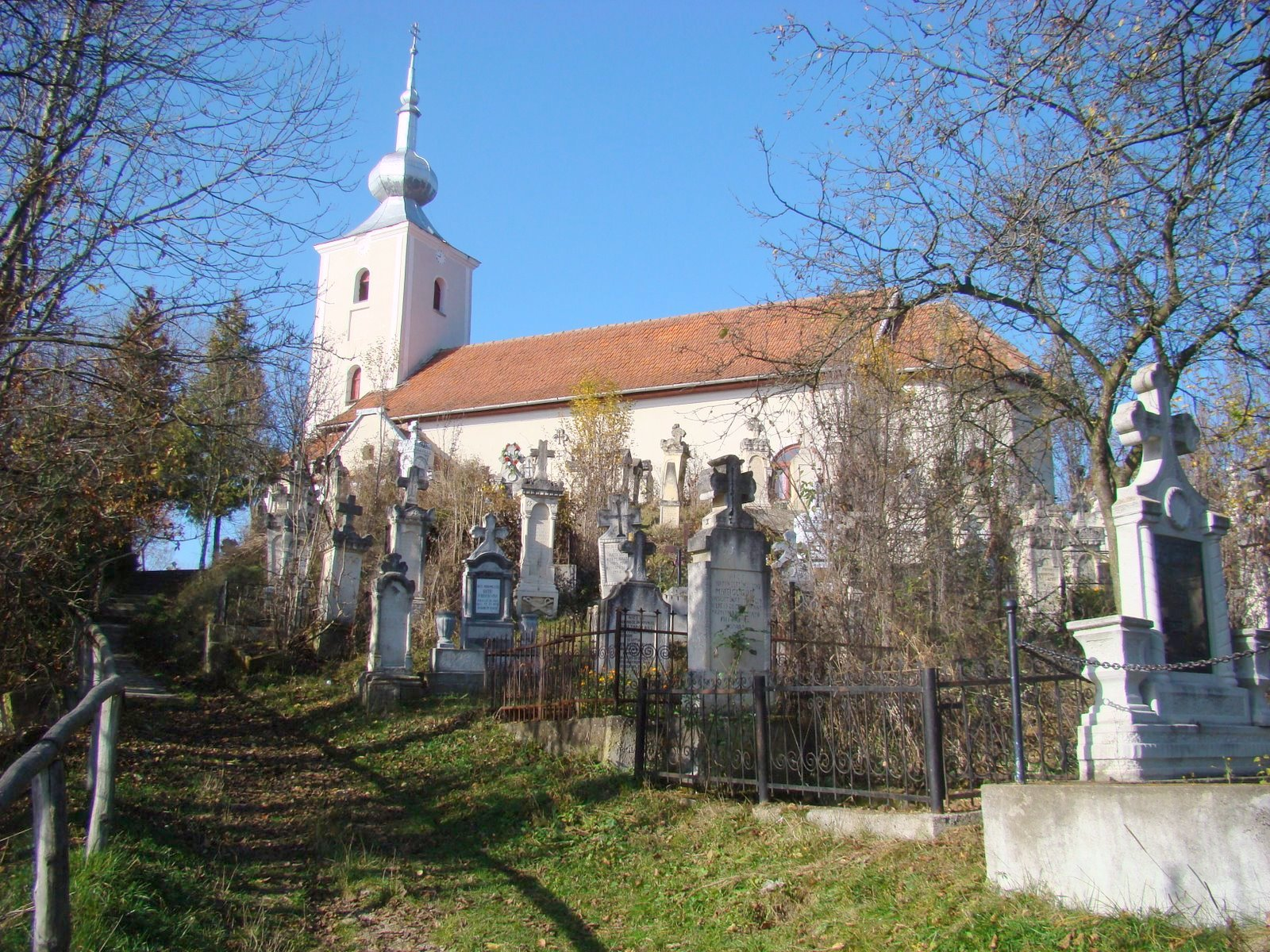
Biserica „Înălțarea Domnului” (monument istoric)

Următoarele obiective au fost înscrise pe Lista monumentelor istorice din județul Cluj, elaborată de Ministerul Culturii din România în anul 2015:
- Așezarea din epoca bronzului din punctul "Gruiul Ungurilor" (cod LMI: CJ-I-s-B-07147)
- Biserica din lemn "Sf. Arhangheli Mihail și Gavril" (cod LMI: CJ-II-m-B-07737)
- Biserica "Înălțarea Domnului" (cod LMI: CJ-II-m-B-07738)

Până în anul 1876 satul Podeni a aparținut Scaunului Secuiesc al Arieșului.

## Personalități
Ioan Paul, născut la Podeni în 1857. A urmat Liceul de la Blaj (1876-1878), a continuat studii superioare la Viena și le-a terminat la Universitatea din Budapesta unde a obținut doctoratul în litere în anul 1883. Până în 1886 este profesor la Caransebeș, pe urmă pleacă la Slatina unde continuă să predea timp de patru ani. În 1890 se stabilește la Iași unde primește funcția de profesor la liceul-internat, ulterior în alte instituții. În anul 1919 se stabilește la Cluj fiind numit profesor universitar la catedra de "estetică literară". Se stinge din viață la Cluj în anul 1926. Născut într-un sat din Apuseni, la doar 8 ani de la sângeroasele lupte din 1849 ale românilor, pentru emancipare națională, sensibilul Ioan Paul scrie în 1891 o nuvelă inspirată din revoluție: "Nu, nimic". În 1893 publică în gazeta Viața românească scrierea "Florică Ceterașul". Articolul „Lasă! de Dincolo" a apărut în Revista Nouă IV (1890), pp. 253–255, de unde a fost reprodus în Tribuna din același an nr. 284. El este o analiză a fatalismului țăranului român din Ardeal, cu aluzii la situația politică de atunci.

## Lăcașuri de cult
- Biserica romano-catolică (1332).
- Biserica din lemn „Sfinții Arhangheli Mihail și Gavriil“ (datată în 1663, între timp dispărută).
- Biserica „Înălțarea Domnului" (din 1808, picturi murale din 1930).

## Imagini

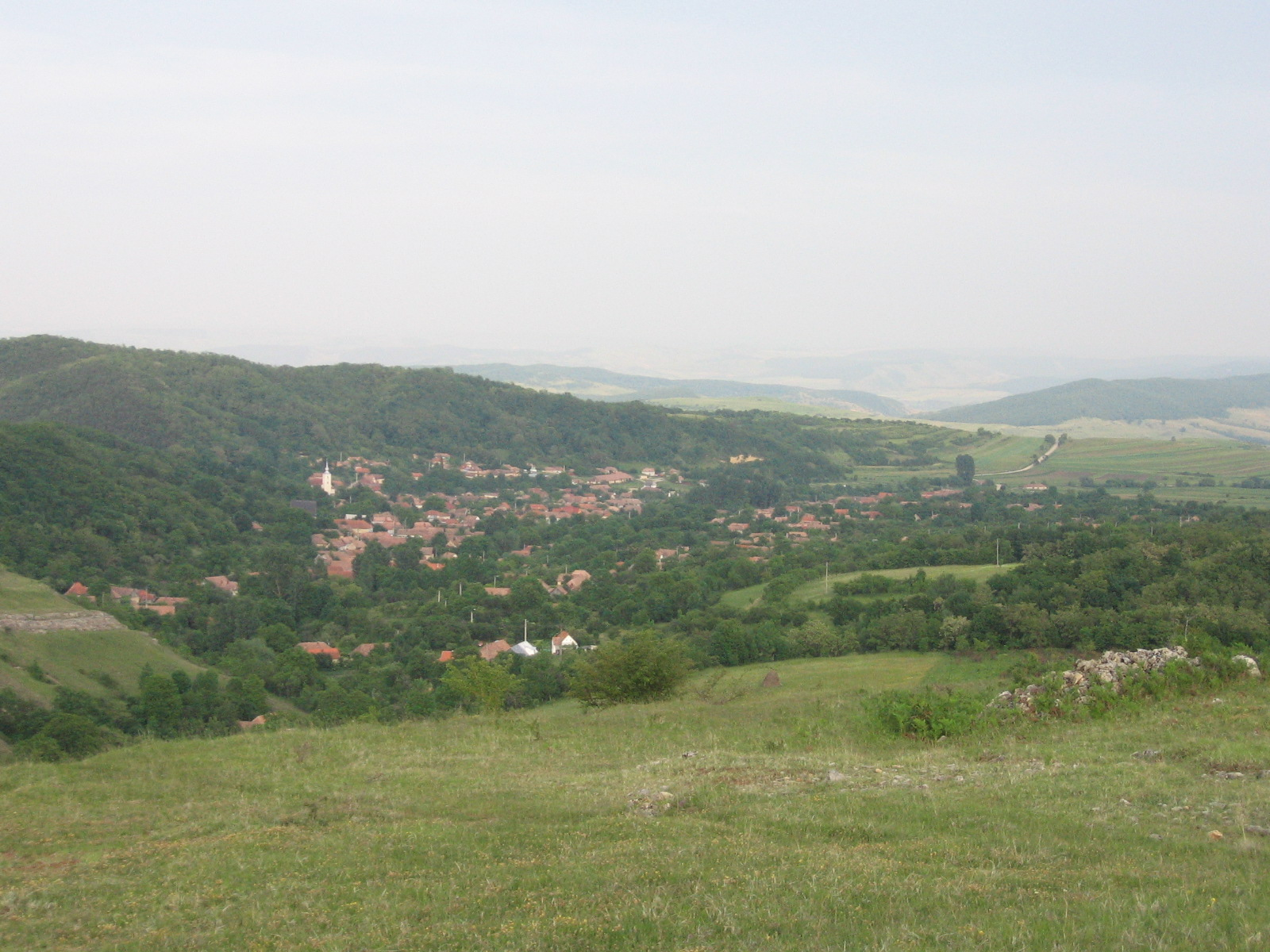
Panoramă
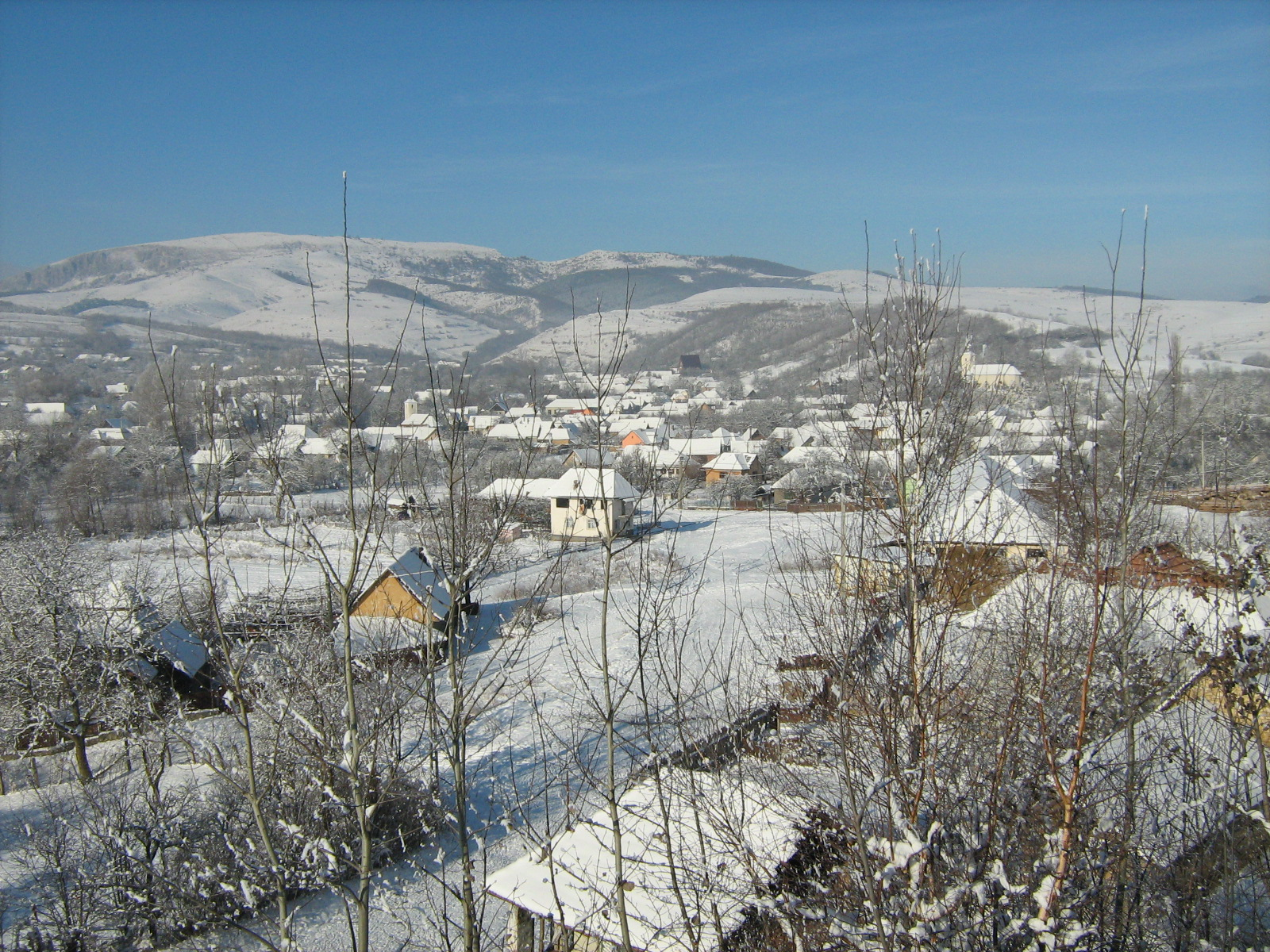
Satul Podeni, iarna
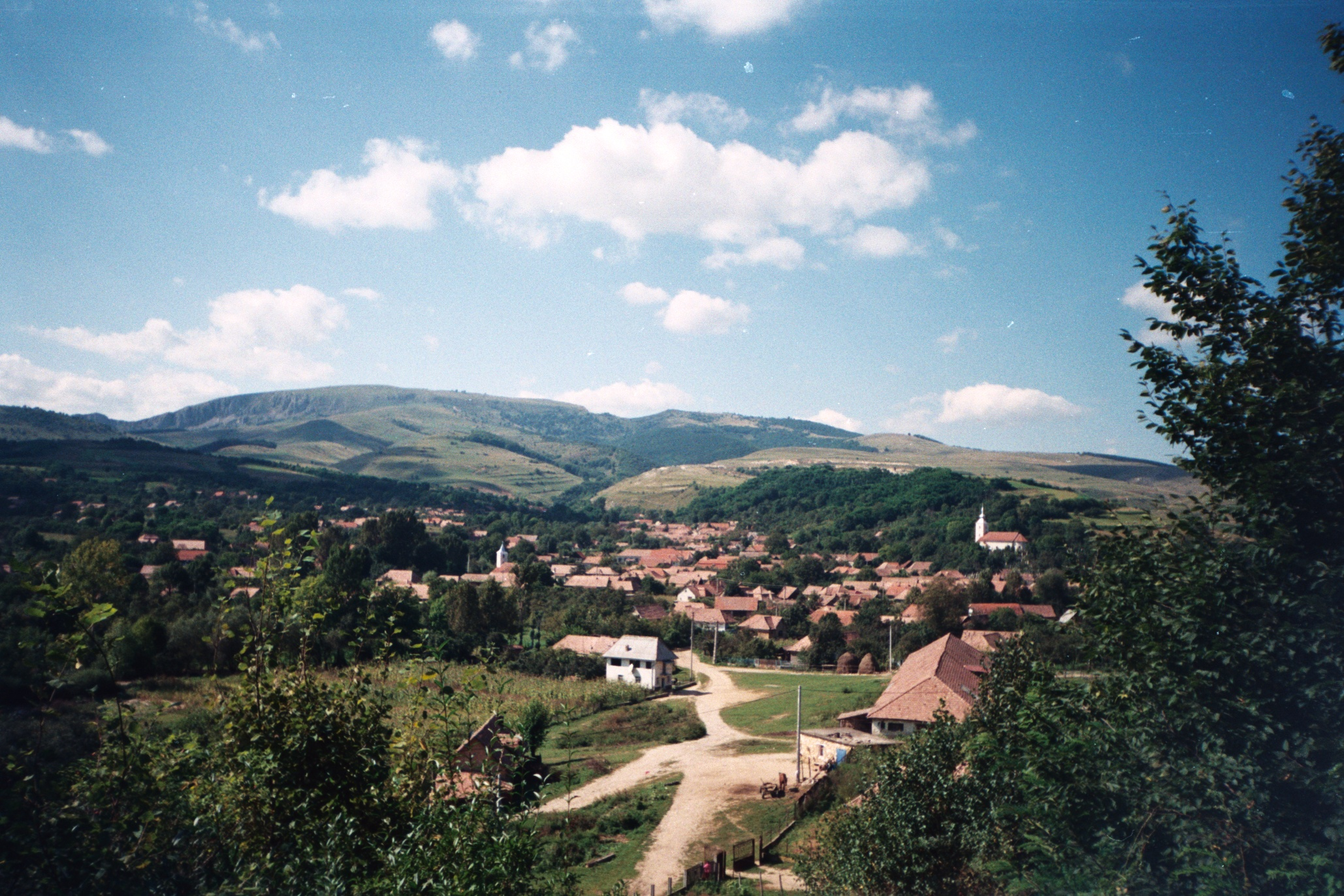
Satul Podeni, vara
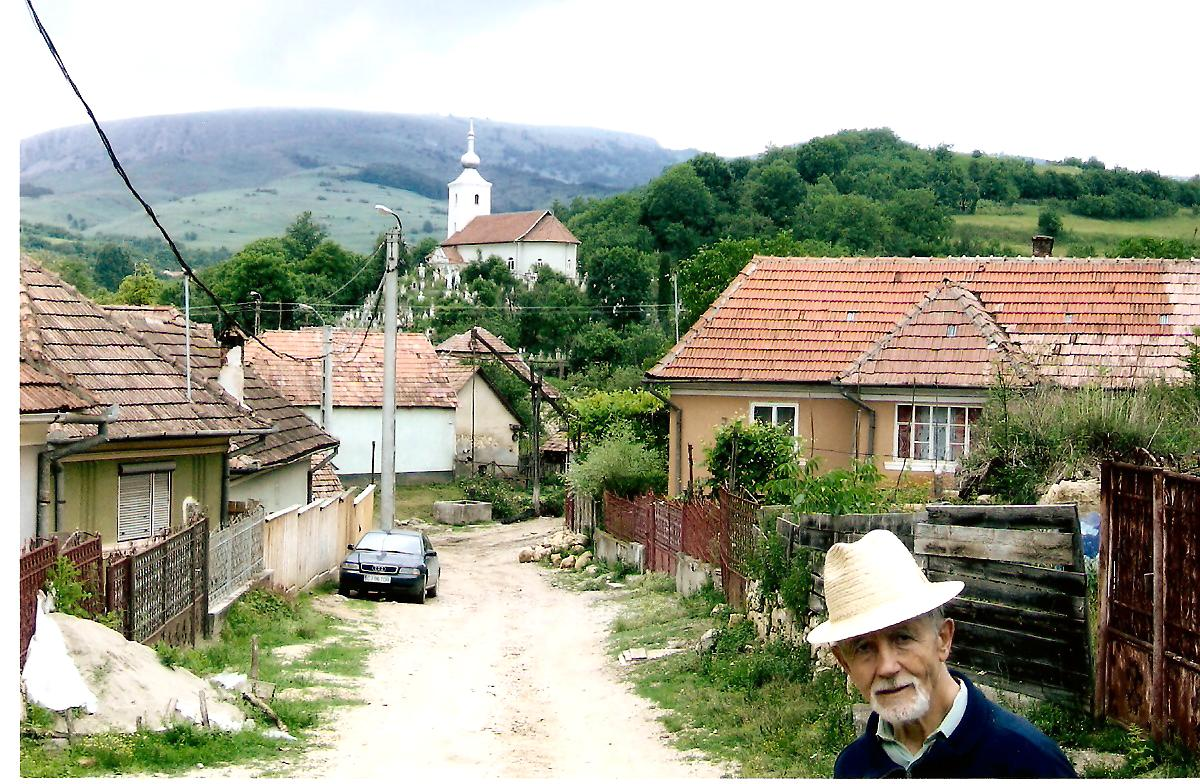
Imagine din Podeni
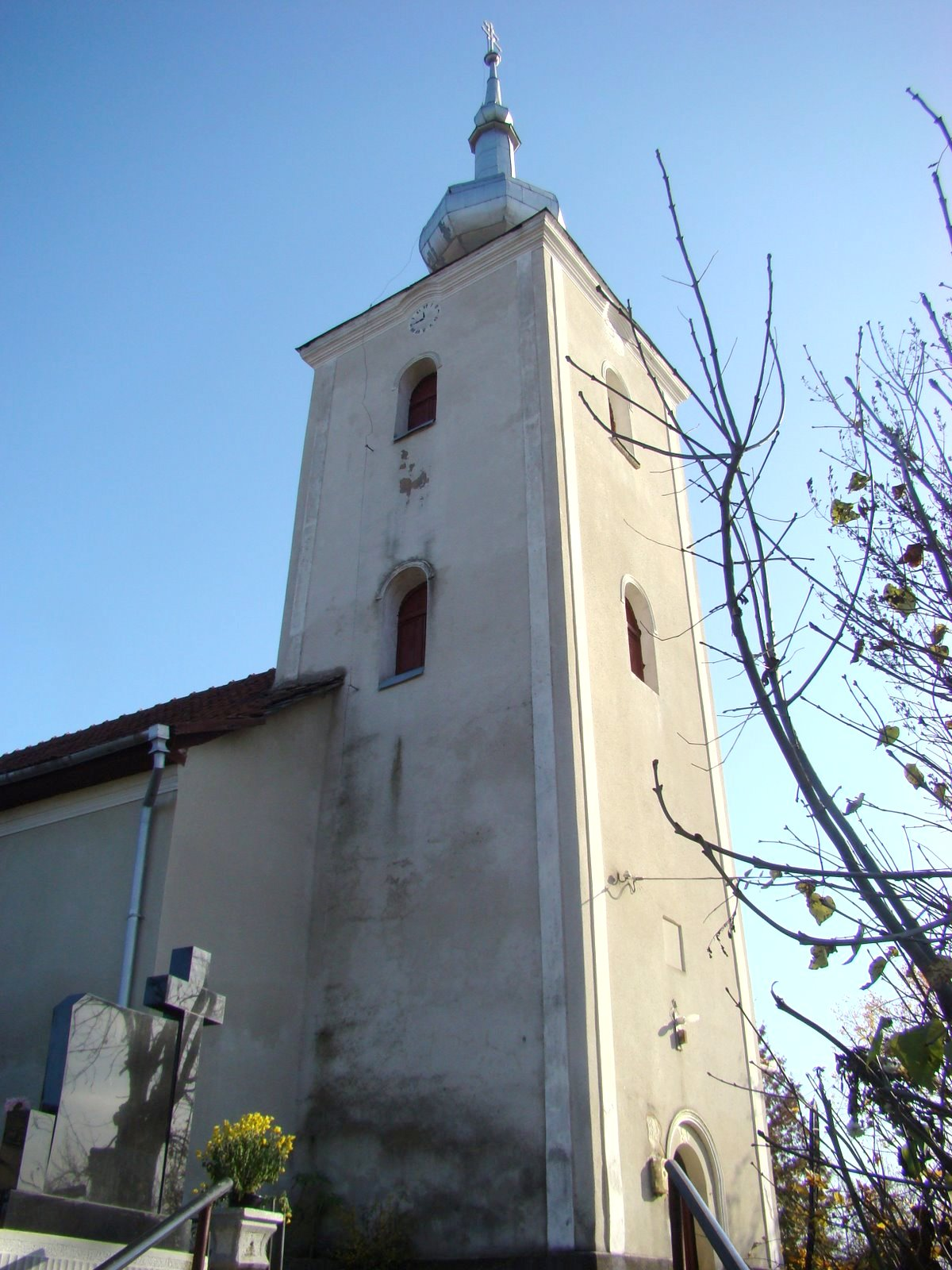
Biserica „Înălțarea Domnului” (monument istoric)
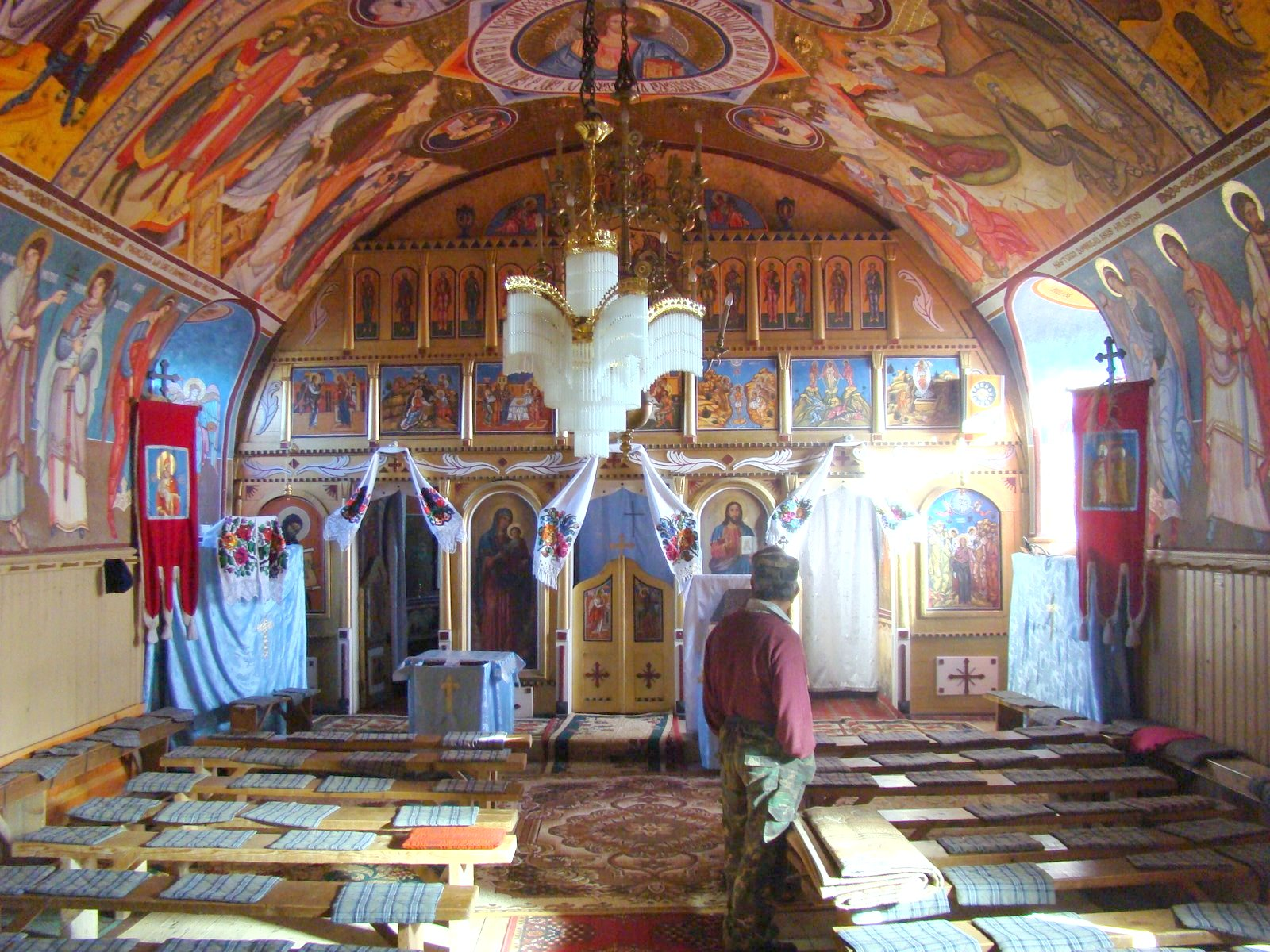
Biserica „Înălțarea Domnului” (monument istoric)
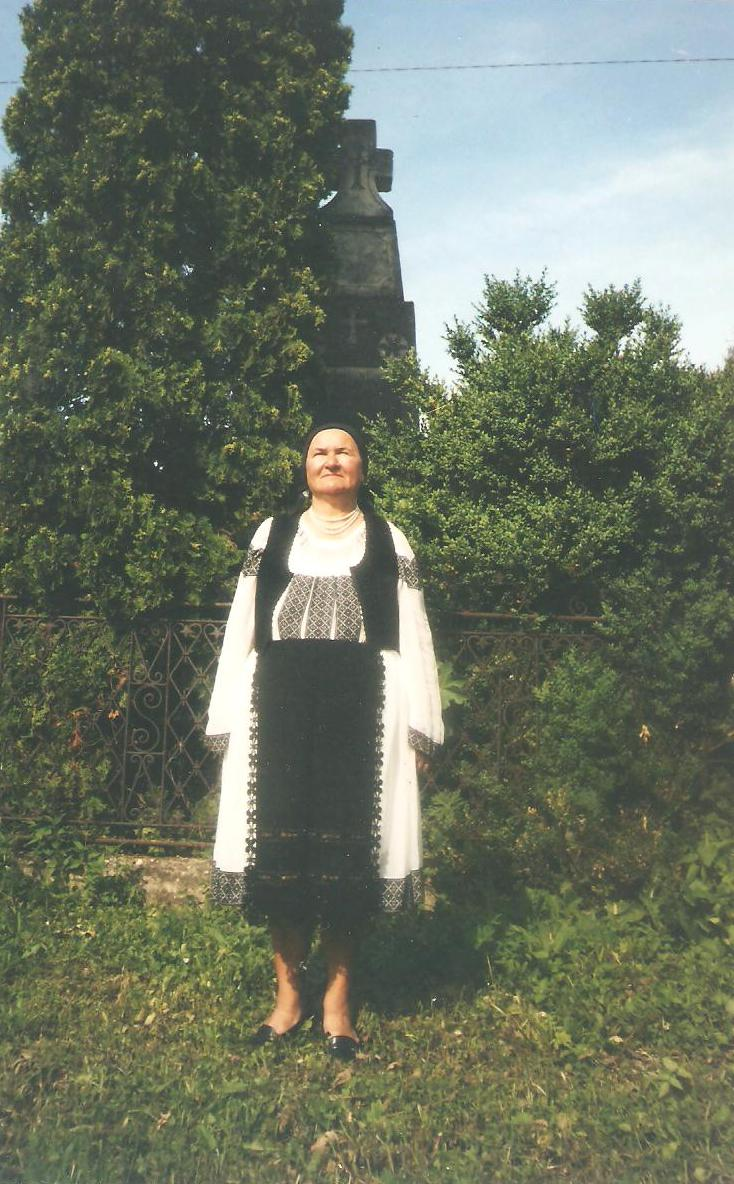
Locuitoare din Podeni lângă cimitir
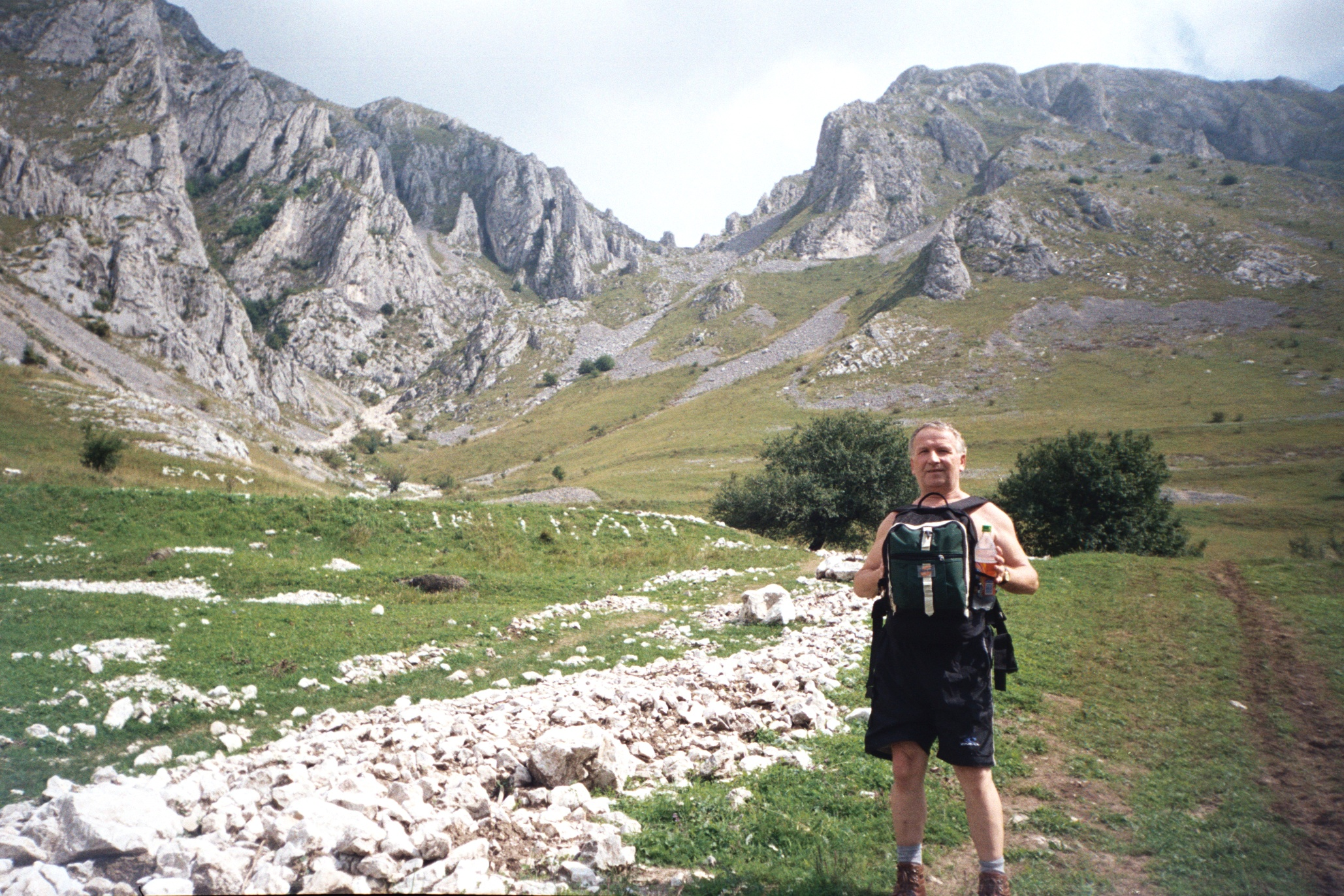
Din Podeni prin Şantul Mare spre Trascău
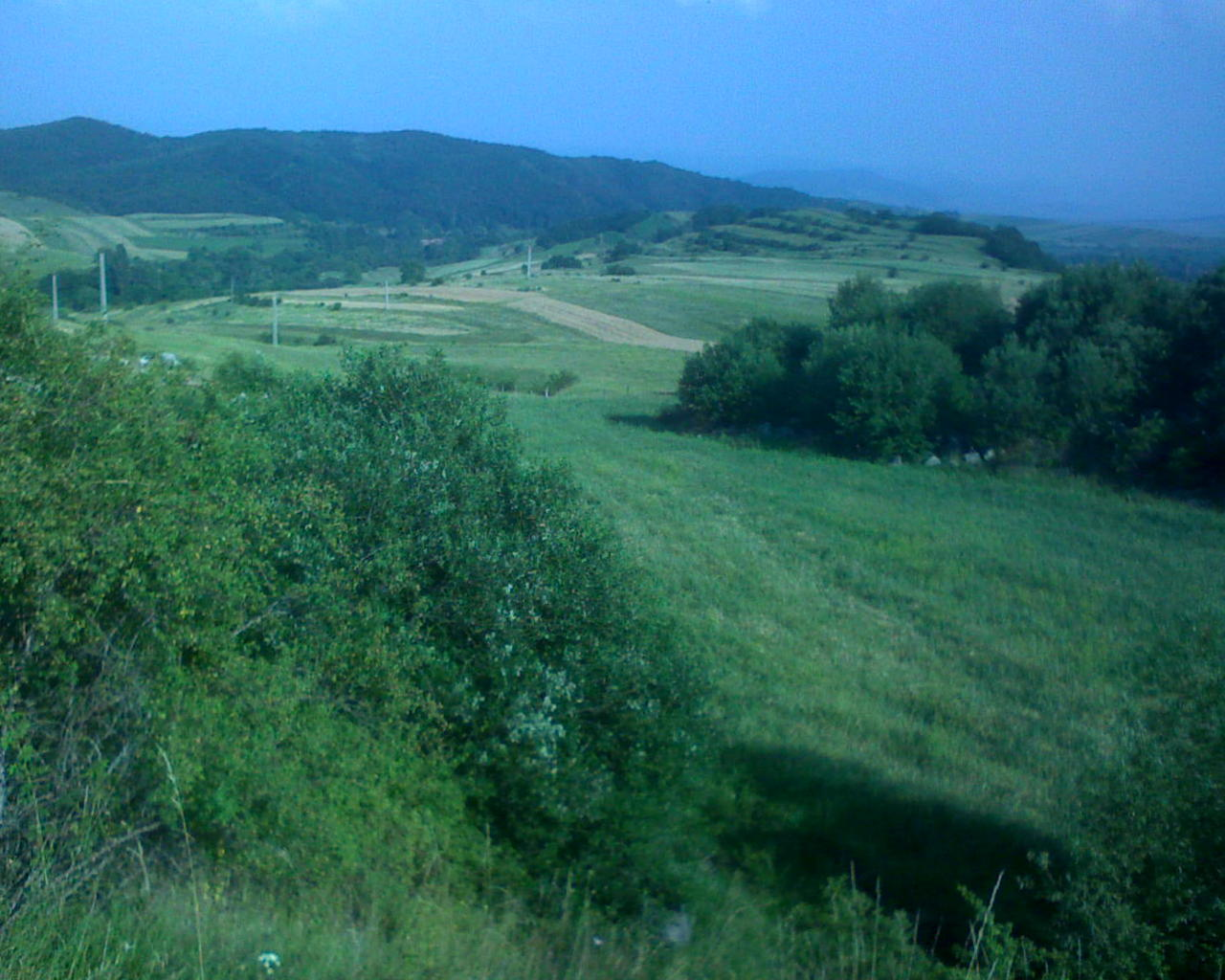
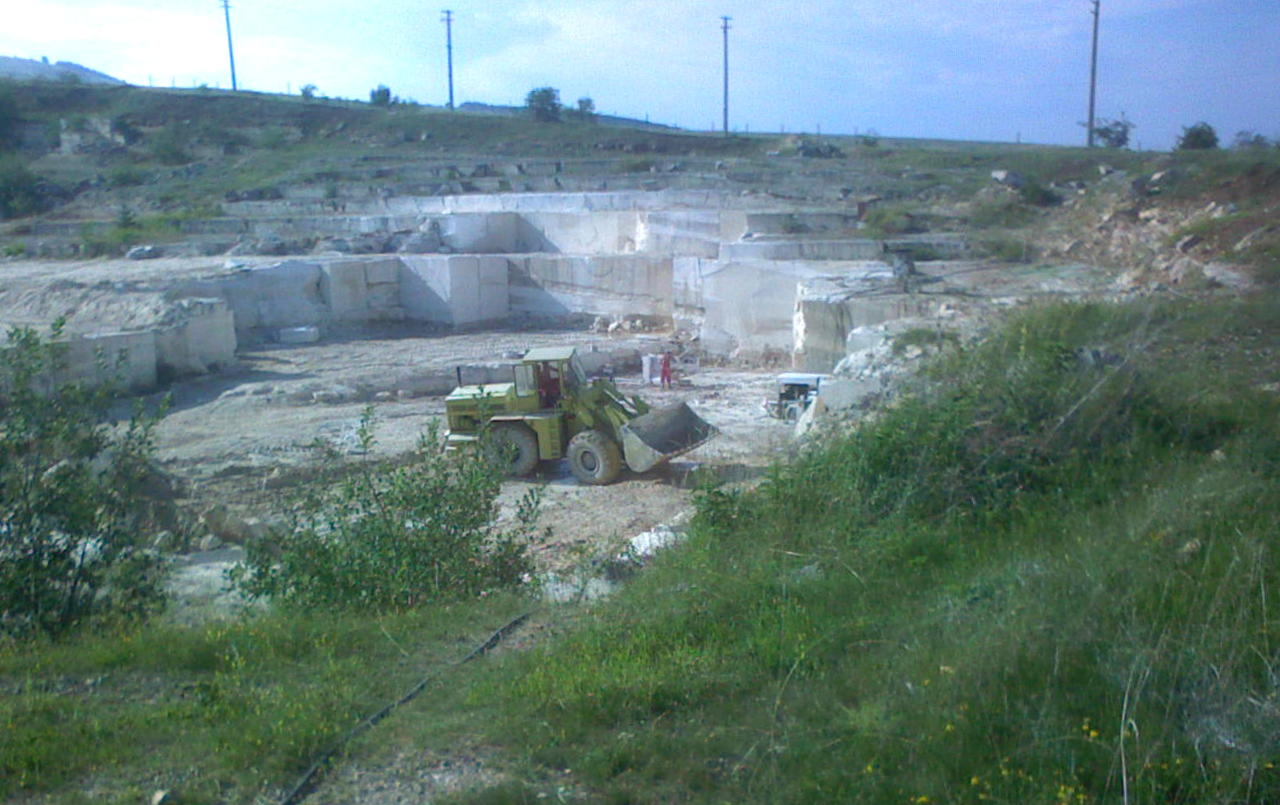
Cariera de marmură folosită la construirea Casei Poporului